# Денні Коллінз (фільм)
Денні Коллінз (англ. Danny Collins) — американський художній фільм 2014 року, режисерський дебют Дена Фогельмана. Кінострічка створена на основі реальної історії про фольк-співака Стіва Тілстона.

## Сюжет
Денні Коллінз (Аль Пачіно), рокер поважного віку, все ще гастролює, збираючи на своїх концертах старших громадян своїми піснями з минулих років. Він ненавидить ці химерні мелодії, але для забезпечення свого розкішного способу життя йому потрібні кошти. Він живе в розкішній віллі з набагато молодшою коханкою, їздить на дорогому автомобілі, пиячить і вживає наркотики. Та коли його менеджер Френк Грубман (Крістофер Пламмер) дарує Денні Коллінзові лист від Джона Леннона, який Денні так і не одержав 40 років тому, оскільки лист перехопили і він зберігався у колекціонера, він вирішує змінити свій спосіб життя.
Денні їде до Нью-Джерсі і поселяється в номері готелю, маючи намір зв'язатися зі своїм 40-а річним сином Томом Доннеллі (Боббі Каннавале), який народився від випадкових стосунків із жінкою, яка померла 10 років тому. У Тома є дружина Саманта (Дженніфер Гарнер) та семирічна дочка Надія (Жизель Ейзенберг) уражена Синдром порушення активності та уваги. Чи вдасться Денні Коллінзові встановити дружні стосунки з сім'єю Тома?

## Ролі виконують
- Аль Пачіно — Денні Коллінз
- Аннетт Бенінг — Мері Сінклер
- Дженніфер Гарнер — Саманта Лі Доннелі
- Боббі Каннавале — Том Доннелі
- Крістофер Пламмер — Френк Грубман
- Нік Офферман — Ґай Делоч
- Сесар Евора — Габріель
- Джош Пек — Нікі Ернст
- Фернандо Колунга — Фернандо
- Мелісса Бенойст — Джеймі
- Катерина Час[sl] — Софія

## Навколо фільму
- В основі фільму лежить реальна історія про маловідомого на той час 21-річного фольклорного американського співака Стіва Тілстона[en], який у інтерв'ю, надрукованому в музичному журналі, скаржився на те, що його фінансовий успіх може зруйнувати його музичну кар'єру. Прочитавши це інтерв'ю колишній музикант «Бітлз» — 30-річний Джон Леннон написав у 1971 році до Стіва листа, в якому заспокоював молодого музиканта, що накопичення багатства, не може змінити важливих речей у житті, як це було з ним та його дружиною Йоко Оно. «Єдина відмінність, в основному, полягає в тому, що ви не турбуєтеся про гроші — їжу — дах і т. д.» Однак лист Джона Леннона перехопили і він не дійшов до адресата. Зараз цей лист, який, за оцінками, коштує близько 7000 фунтів стерлінгів, знаходиться в руках американського колекціонера.[3]

- Зйомки фільму розпочалися в липні 2013 року в Лос-Анджелесі. Одну зі сцен було знято з Аль Пачіно під час концерту гурту «Чикаго» в Лос-Анджелесі.
- Організація Британська рада з класифікації фільмів відповідальна за класифікацію та цензуру фільмів та деяких ігор у Великій Британії вирішила, що фільм «Денні Коллінз» призначений лише для осіб віком понад 15 років. Його не слід дивитися особам, які не досягли цього віку.

## Нагороди
- 2015 Премія EDA Об'єднання жінок-кіножурналістів[en]:
  - за найбільшу різницю у віці між головним персонажем та його коханою — Аль Пачіно (1940 р.н.) та Катерина Час (1976 р.н.).[4]